# Fairchild Swearingen Metroliner
El Fairchild Swearingen Metroliner o Fairchild Aerospace Metro és el primer avió de línia regular fabricat primer per Swearingen, amb el nom de Swearingen Metro, i més tard per Fairchild.

## Disseny
El Metro va ser projectat per Ed Swearingen i es va fer en dos versions: una que inclou 19 seients i una altra versió de negocis amb 12 places. Te la cabina pressuritzada, i disposa de dos motors turbohèlice.

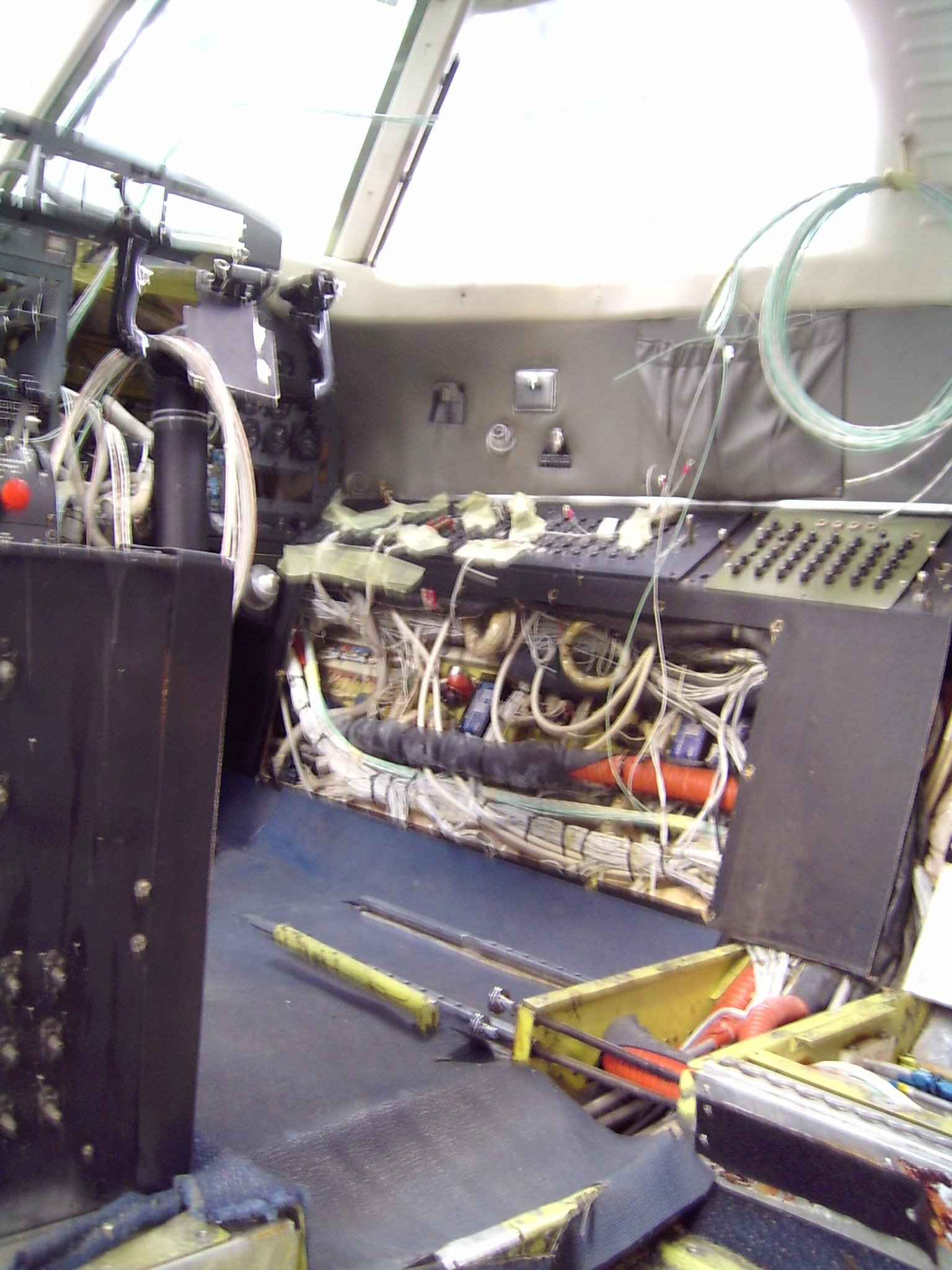
Cabina

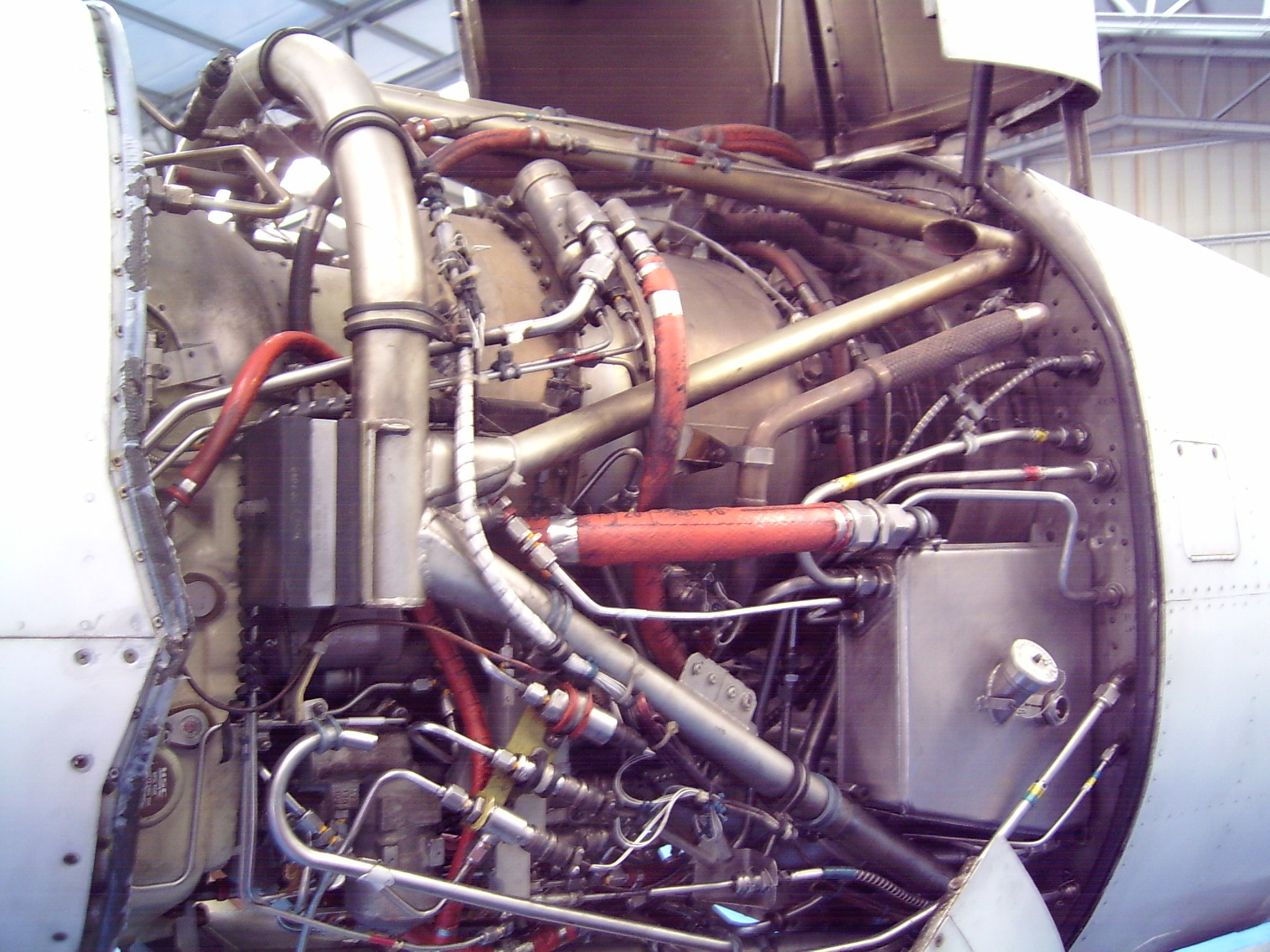
Motor

## Versions
- Metro, versió inicial.[1]
- Metro II, versió amb millores de la cabina de passatgers, finestres quadrades i un petit motor addicional a la cua per a millorar les condicions d'enlairament a gran altitud o temperatura.[1]
- Metro III, versió amb motors més potents i una ala 3,05 metres més llarga i amb les puntes corbades.[1]

## Especificacions (Metro III)
Dades de Guía ilustrada de los aviones de línea
Característiques generals
- Longitud: 18,09 m
- Envergadura: 17,37 m
- Alçada: 5,08 m
- Superfície de l'ala 28,71 m2
- Pes buit: 3.960 kg
- Pes carregat: 5.670 kg
- Pes màxim d'enlairament: 6.350 kg
- Motors: 2×  Turbohèlice Garret AiResearch TPE 331-11U , 1.100 h.p.   cada un

 Rendiment 
- Velocitat màxima: 550 km/h
- Velocitat de creuer: 500 km/h a 3.000 m
- Abast: 1.150 km
- Ràtio d'ascens: 12,4 m/s